# Bibasis
Bibasis is een geslacht van vlinders van de familie van de dikkopjes (Hesperiidae), uit de onderfamilie van de Coeliadinae. De wetenschappelijke naam en de beschrijving van dit geslacht werden voor het eerst in 1881 gepubliceerd door Frederic Moore. De soorten in dit geslacht komen in het Oriëntaals gebied en het Verre Oosten voor.

## Soorten
- B. amara (Moore, 1865)
- B. anadi (de Nicéville, 1883)
- B. aphrodite (Fruhstorfer, 1905)
- B. aquilina (Speyer, 1879)
- B. etelka (Hewitson, 1871)
- B. gomata (Moore, 1865)
- B. harisa (Moore, 1865)
- B. iluska (Hewitson, 1867)
- B. imperialis (Plötz, 1886)
- B. jaina (Moore, 1865)
- B. kanara (Evans, 1926)
- B. miracula Evans, 1949
- B. oedipodea (Swainson, 1820)
- B. owstoni Eliot, 1980
- B. phul (Mabille, 1876)
- B. sena (Moore, 1865)
- B. striata (Hewitson, 1867)
- B. tuckeri Elwes & Edwards, 1897
- B. unipuncta Lee, 1962
- B. vasutana (Moore, 1865)